# 布鲁克塞德 (阿拉巴马州)
布鲁克塞德（英語：Brookside）是美国阿拉巴马州下属的一座城市。面积约为6.4平方英里（约合16.59平方公里）。根据2010年美国人口普查，该市有人口1,363人，人口密度为212.84/平方英里（约合82.16/平方公里）。